# 森田俊作
森田 俊作（もりた しゅんさく）は日本の実業家。大和リース代表取締役社長。大阪府出身。
1979年大阪経済大学経済学部卒業、大和工商リース（現大和リース）入社。1997年取締役 事業開発部長、2002年取締役を退任、2003年神奈川・千葉地区長、2004年規格建築事業部長、取締役に再任、2005年民間活力研究所担当、2006年流通建築リース事業部長などを経て2008年代表取締役社長に就任。
同社ではこれまで歴代、親会社である大和ハウス工業出身者が社長を務めてきたが、同社で初めてとなる生え抜きで社長に就任した。